# DOS/V

Logo DOS/V

DOS/V foi um sistema de iniciativa japonesa, iniciada em 1990 para permitir a utilização nos computadores pessoais de textos japoneses (em duplo-byte), por software.
Foi desenvolvido pela IBM para as suas PS/55. Fontes Kanji e outras informações eram guardadas no disco duro em vez de chips especiais tal como acontecia na arquitetura precedente (arquitetura AX). Tal como com o AX, permitia à indústria informática japonesa a compatibilidade com software estrangeiro. Isso não fora possível sob o sistema PC-98, propriedade da NEC, que dominava o mercado antes do aparecimento do DOS/V..
O V em DOS/V representa VGA (e não a "versão cinco", como muitos pensavam devido ao aparecimento quase em simultâneo do DOS v.5).[carece de fontes?]